# Wadestown
Wadestown est une banlieue située au nord de la cité de Wellington, (la capitale de la Nouvelle-Zélande), dans le sud de l’Île du Nord de la Nouvelle-Zélande.

## Situation
Elle est localisée à environ 2 à 3 km par la route du quartier d'affaires de Wellington et du Parlement de la Nouvelle-Zélande.

## Géographie
C’est une banlieue résidentielle, dominant celle de Thorndon et les gorges de Ngaio (en) sur le flanc nord de Tinakori Hill (en) (anciennemment Te Ahumairangi). c'est une banlieue vallonnée, dont Weld Street serait l’une des rues les plus raides de Wellington.
Les rues de Wadestown sont étroites et pittoresques, de dix mètres de large, creusées à l’aide de pioches, de pelles et de chevaux.

## Limites géographiques
À partir des limites entre Wadestown et Thorndon, à l’extrémité nord de Grant Road, la frontière de Wadestown suit une ligne le long de Frandi Street et Sar Street, au-dessus de Hutt Road vers un point arrière, à l’est de la partie la plus éloignée de  Barnard Street.
La limite tourne ensuite au nord-ouest et continue dans la gorge de Ngaio vers une intersection avec  Kaiwharawhara Road.
Elle suit ensuite le ruisseau Kaiwharawhara Stream en remontant les gorges de Ngaio vers l’intersection de Churchill Drive et Blackbridge Road.
La limite tourne alors vers le sud et suit une ligne passant le long de Wilton Road vers l’intersection avec Norwich Street.
À partir de là, elle prend une ligne vers le sommet de  Tinakori Hill, au-dessus de Salisbury Garden Court.
La frontière sud descend le long de Weld Street et tourne vers l’est au-dessus de Wade Street, descendant vers le sud-ouest le long de Orchard Street  dans Thorndon .

## Limites électorales
Avant 2014, Wadestown était comprise dans la zone électorale de Wellington Central (en).
En 2014, la commission électorale (en) annonça différents changements dans les limites des zones électorales.
L’un de ces changements fut d’étendre les limites de la zone existante de Ohariu (en) en incluant Wadestown.

## Toponymie
Première banlieue de Wellington, elle prit le nom de John Wade, qui arriva sur le site de Wellington en 1840 sur le vaisseau Integrity.
En 1841, James Watt acheta avec un autre colon nommé Watt, des terrains dans le secteur maintenant connu sous le nom de Wadestown et le divisa en lots de un à deux acres.
Les limites au sud et à l’est portent leurs noms (Wade Street et Watt Street).

## Population
Les habitants de la commune de Wadestown ont un niveau relativement élevé d’éducation et de revenus.
Le recensement de 2006 montrait que 73,4 % des personnes âgées de 15 ans ou plus avaient une qualification post-scolaire, à comparer avec les 46,3 % des habitants de l’ensemble de la région de Wellington.
47,9 % des personnes âgés de 15 ans ou plus avaient des revenus annuels de plus de 50 000 $, comparés avec les 23,6 % des habitants de la région de Wellington.

## Éducation

### Zones d'inscription des écoles
La banlieue de Wadestown est située à l’intérieur de la zone d'inscription de :
- Wellington High School (en),
- collège de Wellington (en),
- école secondaire de fille de Wellington (en),
- école secondaire d’Onslow (en)
- l'école de Wadestown.

### École primaire

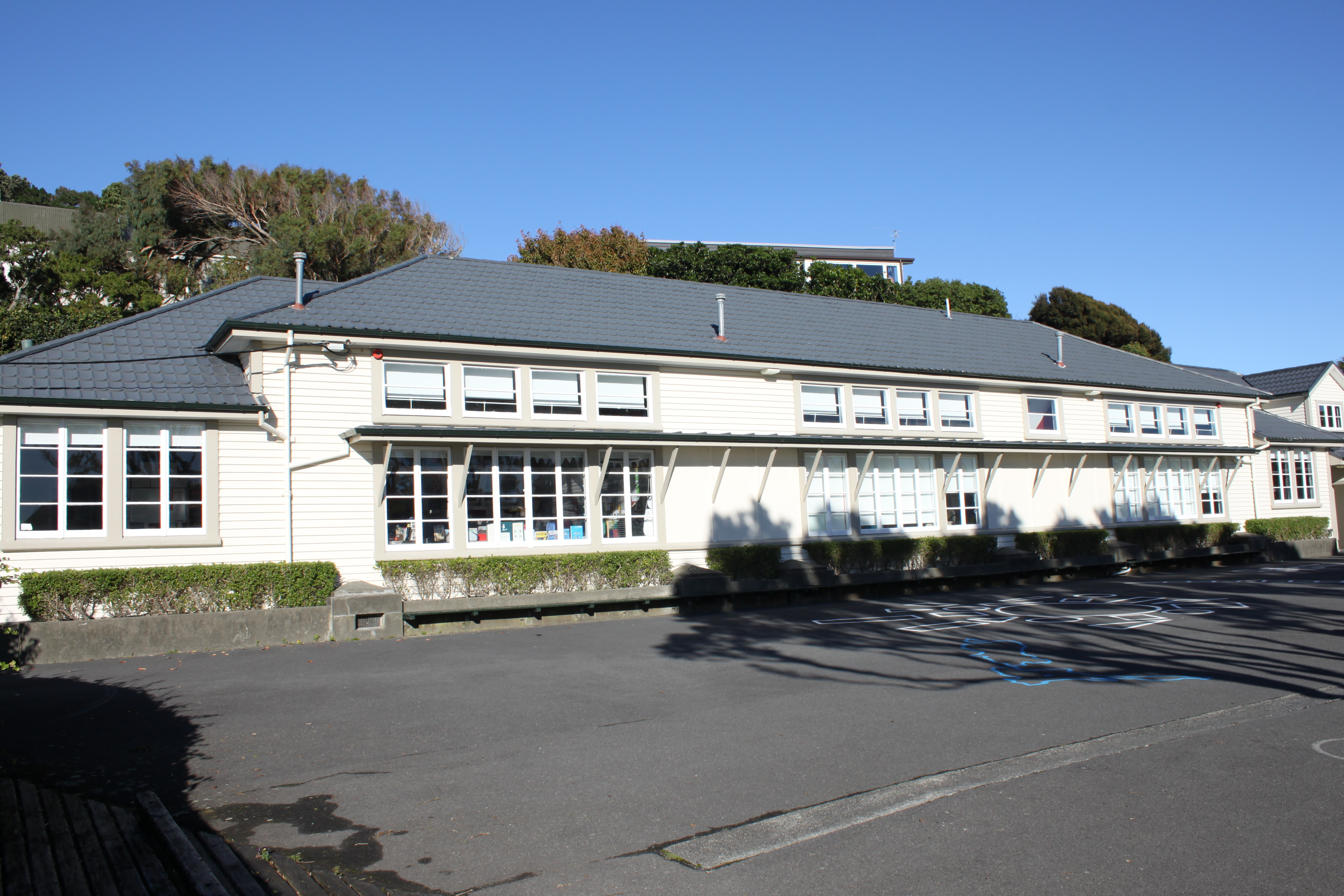
École de Wadestown Side

La partie est de la banlieue comprenant Highland Park est dans la zone de recrutement de l'école primaire de Thorndon.
L'école de Wadestwn est une école publique, mixte, assurant le primaire, pour les enfants allant des années 1 à 8, avec un effectif d’environ 350 élèves.
L’école est située sur deux sites éloignés de un km l’un de l’autre.
Le campus de Weld Street (autrefois connu sous le nom de Side School) est conçu pour les nouveaux entrants et en classes juniors parallèles (année 1 à 2).
Le terrain comprend un jardin paysagé avec des toboggans et des planchers, une zone de jeu et une petite piscine de natation.
Le directeur a un bureau à Rose Street et un autre à Weld Street, partageant son temps entre les deux localisations.
Le campus de Rose Street (autrefois connu comme Main School), est localisé sur des niveaux multiples d’un site vallonné s’étendant entre Rose Street et Purakau Avenue, au-dessus de Wadestown Road.
Il assure la prise en charge des enfants allant des années 2 à 8.
L’accès au campus de Rose Street se fait à pied à partir de Mairangi Road au sommet de Rose Street et un seul accès automobile est autorisé.
Il y a aussi un accès pédestre à partir de Wilton Road via Purakau Avenue.
Au niveau du campus de Rose Street, il y a quatre blocs de classes étagées à différents niveaux.
Malgré le site vallonné, le terrain de Rose Street comprend des jardins paysagés avec une aire de jeux, un large terrain plat et trois courts de tennis.
La majorité des jeunes enfants viennent de Wadestown, mais un certain nombre viennent aussi de Wilton, Chartwell, Thorndon, Khandallah et Crofton Downs.
L’école est conçue pour un taux de décile de 10.
L’école de Wadestown fut la première école ouverte sur le site de Weld Street le 1er juin 1881, et fut l’une des premières écoles de Wellington.
Elle fut initialement construite avec une seule salle de classe, mais vers 1896, une seconde classe lui fut adjointe.
Le bâtiment original de Side School fut démoli après la seconde Guerre Mondiale et reconstruit sur le même emplacement, officiellement ouvert le 15 juin 1946. Le campus de Rose Street commença avec deux salles de classe sur le site actuel de Rose Street, ouvert en février 1917.
Il y a eu depuis lors sur le site, un certain nombre de rénovations et de constructions des bâtiments.
Une histoire détaillée de l’école fut publiée en 2006 en préparation pour le 125e anniversaire prévu en novembre 2006.

### Éducation préscolaire
L'éducation pré-scolaire dans la ville de Wadestown est assurée par le en tant que partie de la Wellington's Free Kindergarten Association.
Les enfants sont souvent là en transition, à partir de la crèche, qui fournit une éducation précoce des nourrissons entre le 12e mois et 4 ans.

## Bibliothèque

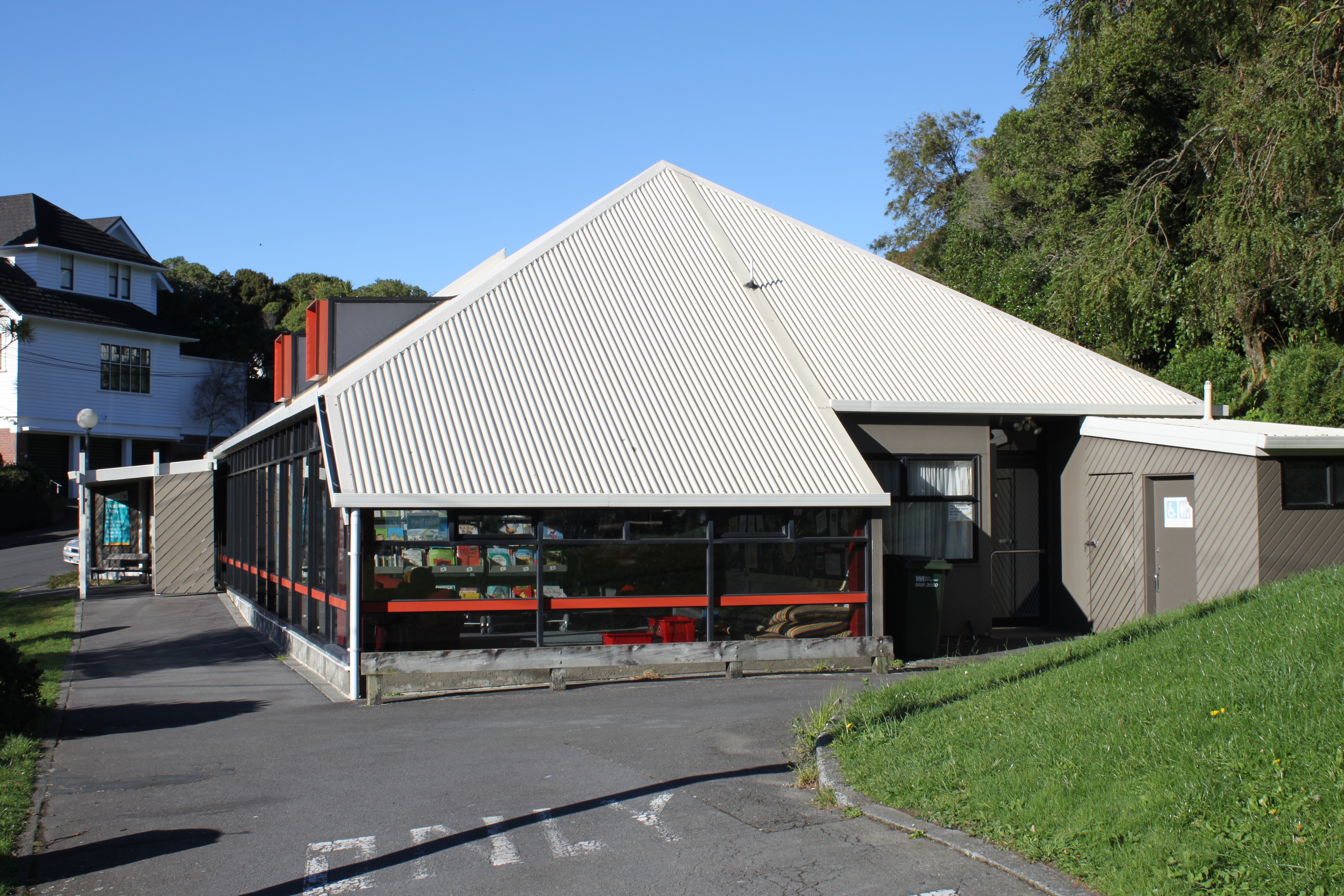
La bibliothèque de Wadestown construite en 1980 sur Philip Myers Park

La bibliothèque de Wellington est à l'angle de Lennel et Moorhouse Roads, à l'extrémité d’un terrain constitué d'espaces verts dû à la générosité de Philip Myers et connu comme le Parc Philip Myers.

## Centre communautaire
Le centre communautaire est situé dans Pitt Street.
Le centre accueille un certain nombre de services de la communauté dont la crèche de la commmunauté et la ludothèque.

## Transports
La banlieue de Wadestown est desservie par le bus (no) de Wilton.
Wellington a eu précédemment un tramway entre 1878 et 1964.
Wadestown faisait partie du réseau de transport de Wellington dès 1911.
Une tranchée raide, qui forme une partie de Lennel Road entre Barnard Street et Sefton street, a été créée spécifiquement pour le passage du tramway.
La ligne de tram de Wadestown fut fermée en 1949 et remplacée par un service de trolleybus.

### Chemin de fer

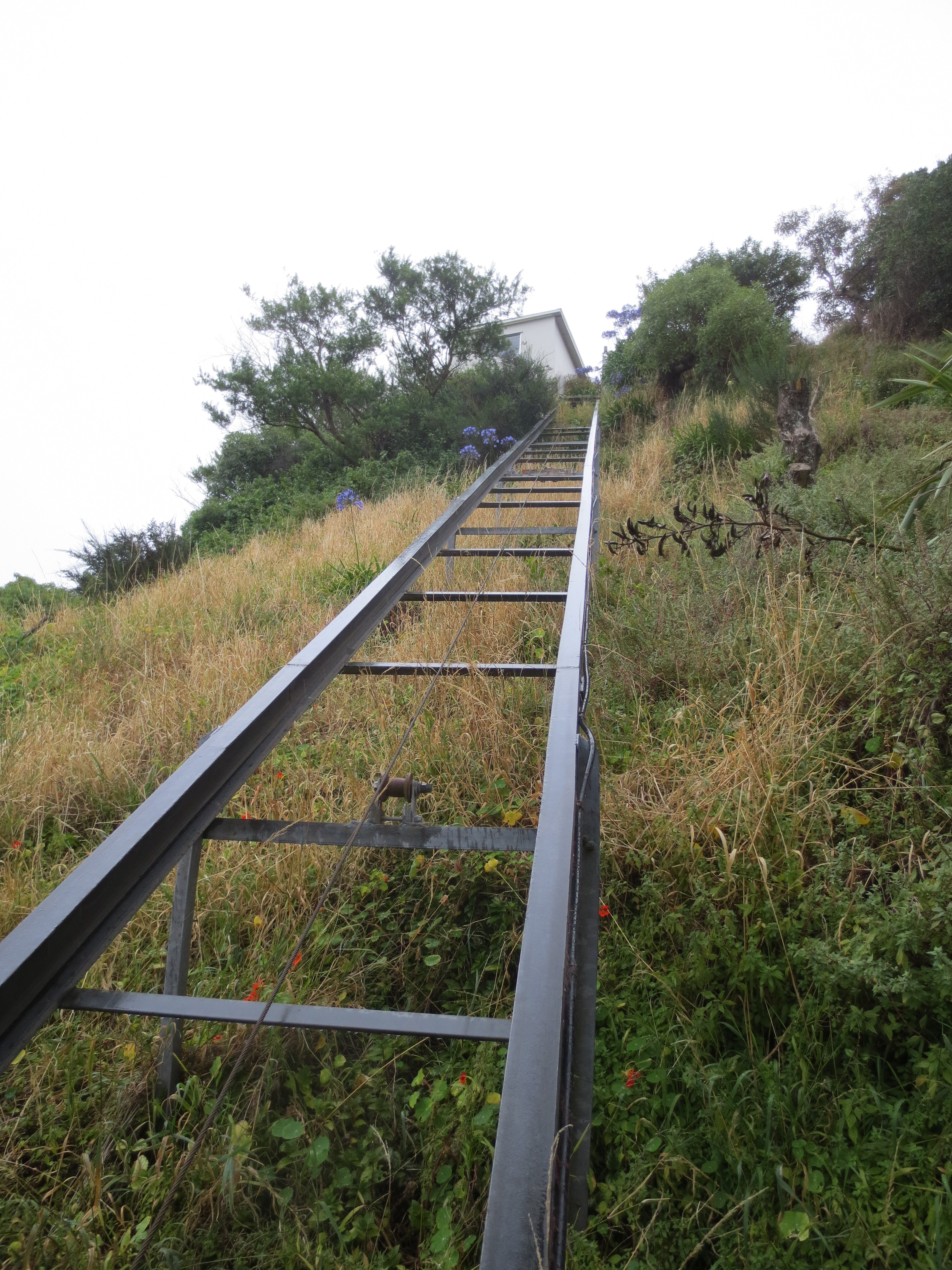
Le funiculaire privé vu du terminus inférieur.

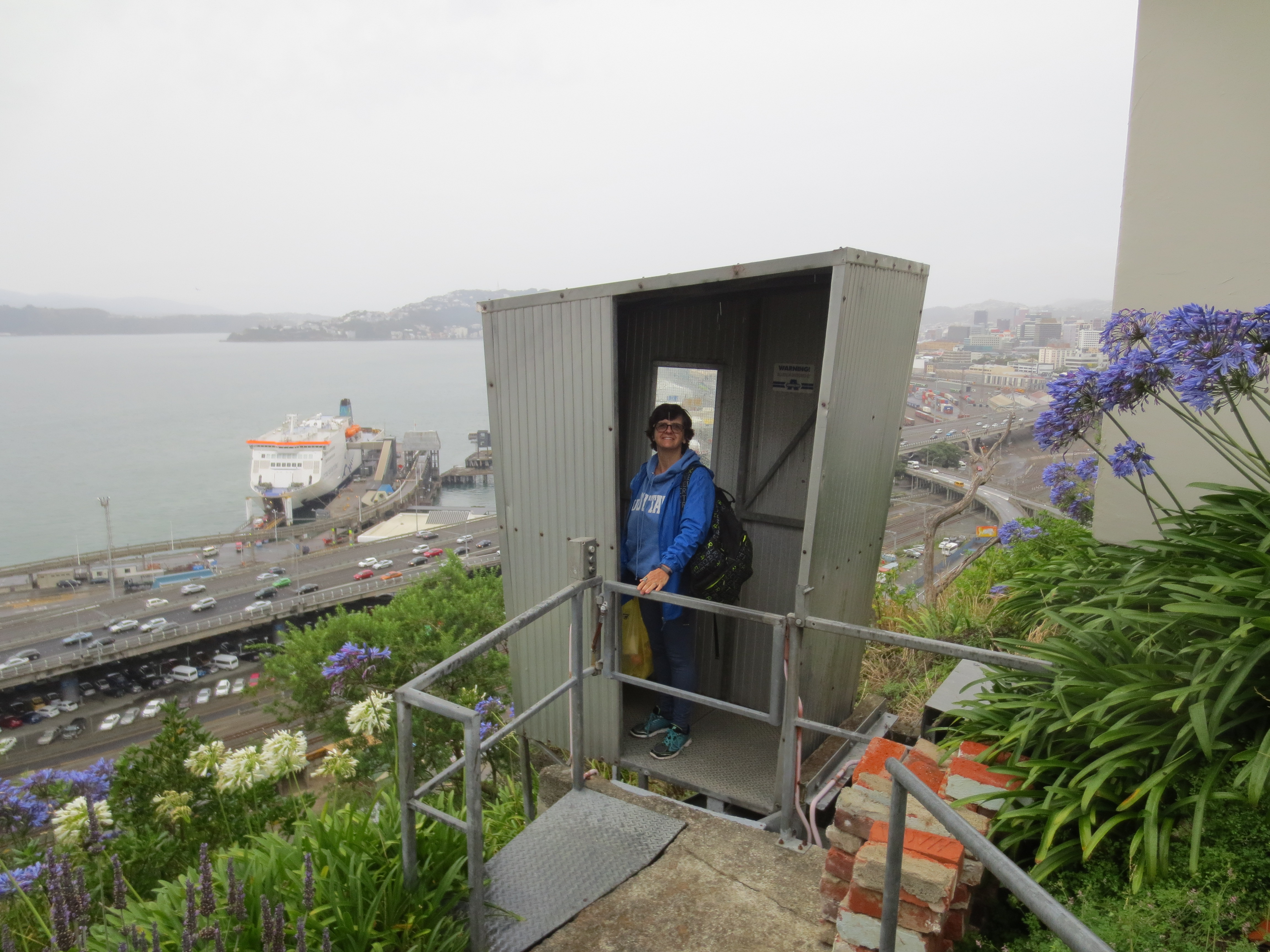
Le terminus supérieur du funiculaire.

Il n’y a pas de gare de chemin de fer dans Wadestown.
La ligne de Johnsonville circule le long des pentes inférieures de Wadestown, au-dessus des gorges de Ngaio.
Elle fut à l’origine créée par la compagnie Wellington and Manawatu Railway Company (en) au milieu des années 1880, comme une partie de la ligne proposée, qui devait relier Wellington et Palmerston North.
Cette ligne est devenue le trajet de la ligne principale de l’île du Nord (en) permettant de sortir de Wellington jusqu’en 1938, quand elle devint la branche de Johnsonville après la fin des travaux de la déviation de Tawa Flat (en).
La station de chemin de fer la plus proche est la gare de Crofton Down (en).
Les flancs raides des collines dans Wadestown occasionnent parfois des difficultés aux trains de banlieue qui circulent au fond de la vallée à cause de fréquents glissements de terrain.

## Églises
Wadestown a deux églises principales : 
- L'église presbytérienne[19]] ;
- L'église anglicane[20].

Toutes les deux sont localisées sur Wadestown Road et trouvent leur origine aux confins de l’histoire de l’établissement de la ville de Wadestown vers 1881.
- L'église catholique St Brigit était ouverte dans Wadestown jusqu’au milieu de 2007 ; elle fut fermée par la suite car les paroissiens partaient pour habiter dans d'autres banlieues[21].

En 2012, l’église presbytérienne de Wadestown et son hall attenant furent identifiés comme ayant été endommagés par le tremblement de terre et par conséquent, elle dut fermer.
Les services religieux furent déplacés dans d’autres sites.

## Emplacements historiques

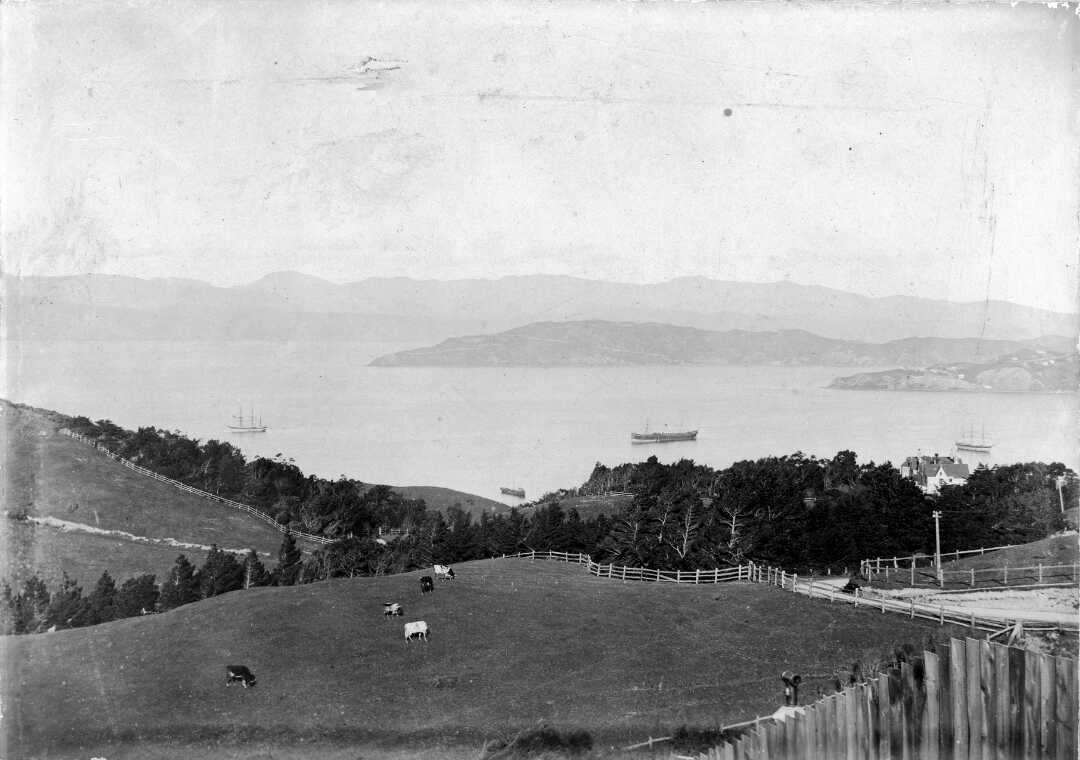
La Grange's cows graze sur la future décharge du parc Philip Myers.
La maison Rhodes est sur la droite de la photo, où se trouve maintenant Orchard Street

### Highland Park
Highland Park s’étend le long de la rue W. B. Rhodes (en) (l’homme le plus riche de la Nouvelle-Zélande), sur le site de The Grange, son domicile, qui domine le port.
Highland Park avait été acheté par Rhodes avant 1849 et ce fut une partie des biens originels de Watt et John Wade.
Une division survenue au XXe siècle après la mort de sa veuve en 1914, entraîna la construction de maisons beaucoup plus vastes et de bien meilleure qualité.
Les membres de la famille Rhodes sont commémorés dans Highland Park par le nom des rues Barnard Street (pour W. Barnard Rhodes connu comme Barnard), Anne Street (initialement enregistrée comme Ann, une inconnue, peut être pour sa fille Mary Ann), Sar Street (Sarah Ann Rhodes née Moorhouse (sa seconde femme), Sefton Street et Moorhouse Street pour son frère William Sefton Moorhouse (en).
Watt Street est la rue la plus ancienne de toutes et est nommée en mémoire du propriétaire initial James Watt à relier avec Wade Street passant à angle droit à partir de l’extrémité sud, le géomètre ignorant le siège du terrain.
La tranchée de  Lennel Road et le pont de Watt Street furent créés pour le tramway au début du XXe siècle et, après de nombreuses utilisations illégales par les animaux, les piétons et quelques véhicules, elle fut étendue en route, quand le service du tram fut interrompu en 1949.
Le plan pour subdiviser les terres de la maison de Mrs Rhodes, fut annoncé en 1901 mais un acte du parlement pour permettre la vente et des discussions avec le Onslow Borough Council retardèrent la première vente jusqu’en 1912 , .

### Fort Buckley

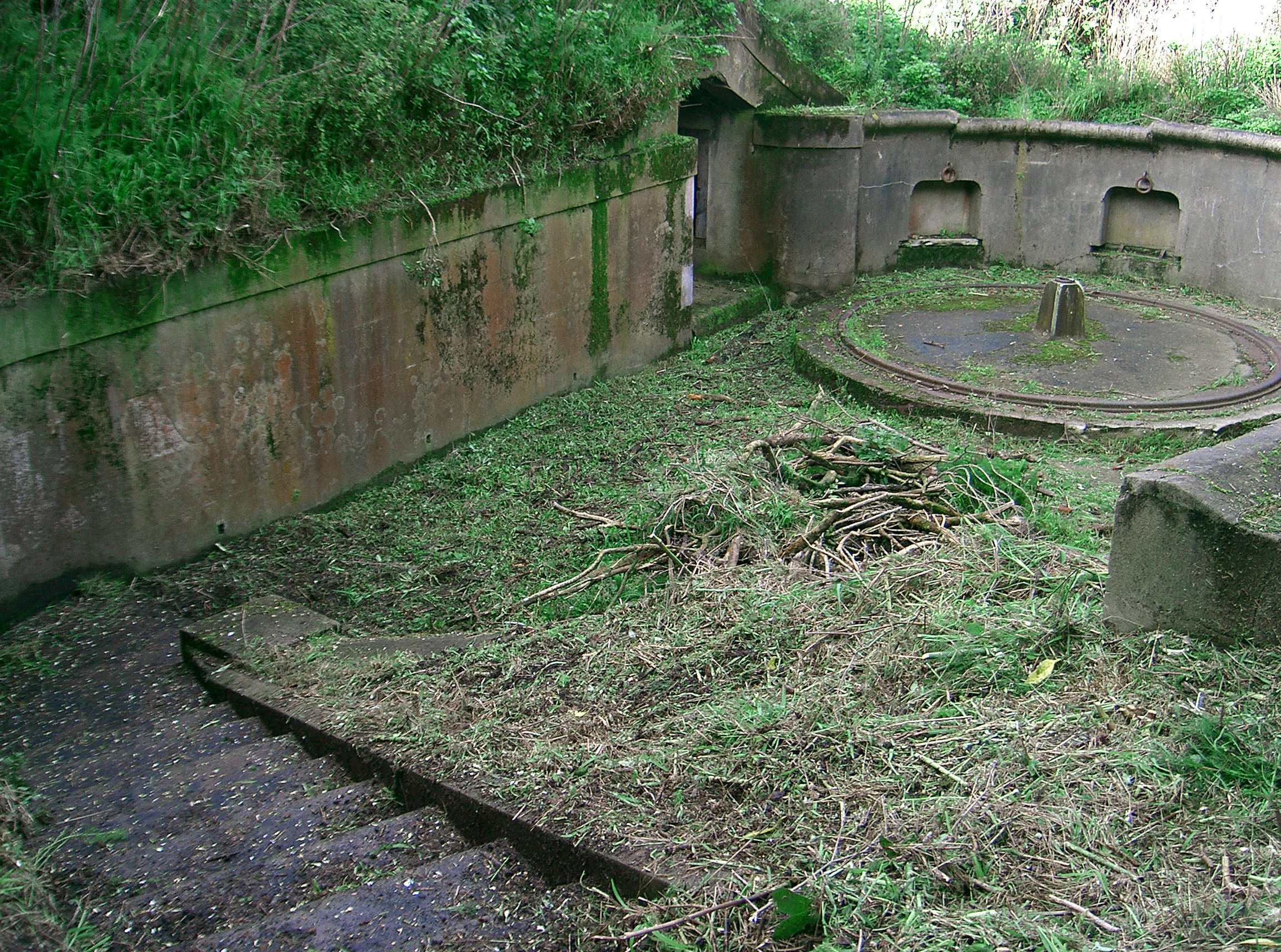
L’emplacement du canon le plus à l’est de Fort Buckley

Le fort domine le port de Wellington à partir du sommet d’une colline raide située dans Barnard Street, au-dessus de Kaiwharawhara.
Il fut construit en 1885, en réponse aux inquiétudes que la Russie faisait planer à propos d’un doute sur son désir d’élargir son empire dans le Pacifique Sud.
Ce fut le premier fort capable de défendre le port de Wellington d’une attaque navale.
C'est d’une importance historique au niveau national car la batterie d’artillerie est un des exemples les moins endommagés de la première ligne de défense construite à la fin du XIXe siècle dans le cadre de la préparation pour lutter contre une éventuelle invasion navale russe redoutée.
Fort Buckley est une partie d’un réseau plus large de défenses côtières installées à cette époque et sa construction reflète l’indépendance croissante sur le plan militaire durant cette période de la Nouvelle-Zélande vis-à-vis de la Grande-Bretagne.
Le New Zealand Historic Places Trust lui a donné une place historique de catégorie I dans la liste de 2004.
C’est maintenant une zone de réserve de loisirs gérée par le Highland Park Progressive Association (HPPA) en partenariat avec le conseil municipal de Wellington , .

### Salisbury Garden Court
Le Salisbury Garden Court est un groupe de seize maisons rassemblées sous forme de paires assorties autour d’un court de tennis, situé entre le no 131 et le no 133 de Cecil Road près du sommet de Tinakori Hill dans la localité de Wadestown.
Une des particularités de ce secteur est le court de tennis central, mais aussi la réserve de bois située autour du groupe de maisons et un accès très raide, uniquement piétonnier.
Construites entre 1929 et 1930, ces maisons montrent l’influence des idées de la conception de Garden City.
Le conseil municipal de Wellington (en) a conçu Salisbury Garden Court comme un secteur du patrimoine.
Durant la Grande Dépression et les années de guerre, les anciens locataires firent un usage complet des courts de tennis comme d’une zone d’activité centrale.
En  1950, le Court devint brièvement un  « village polonais » miniature, dans la mesure où 13 des 16 maisons} furent occupées par des Poles (polonais, dont beaucoup étaient arrivés en Nouvelle-Zélande en 1944 comme enfants réfugiés.
Vers 1970, une communauté hippie fut florissante sur le Court.
Un film documentaire, A Place to Stay, fut réalisé par Marie Russell en 2009, à propos du design unique et de l’histoire sociale inhabituelle de Salisbury Garden Court.
Le film explore les interactions de la conception urbaine et de la communauté.
Construit comme un investissement par le voisinage et constructeur Herbert Stanley Pillar  au moment de ce qui s’avéra être le tout début de la Grande Dépression, il montre la difficulté pour Pillar pour y attirer les locataires, même quand les équipements étaient fournies[pas clair].
Chaque bungalow séparé contenait un large salon, deux chambres à coucher, une kitchenette, une salle de bain, l’éclairage électrique, la cuisinière à gaz, la  bouilloire à eau chaude type caliphont et des stores fournis identiques aux bungalows si populaires en Amérique, donc des maisons séparées avec tous les avantages de l’appartement.

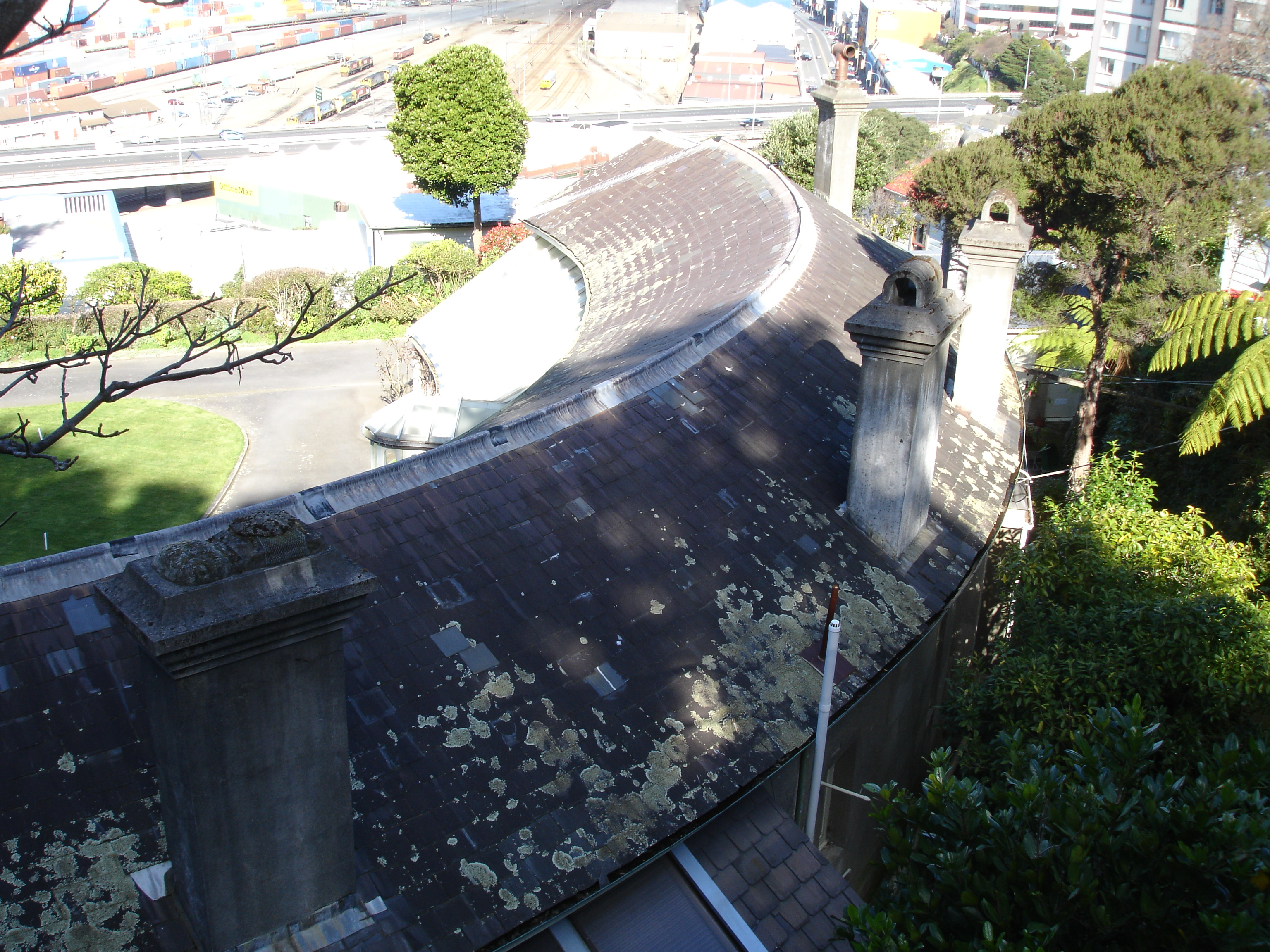
Le N°4 de Goldies Brae, jusqu’à 1907 dans le Borough d’Onslow

La pression liée au boom pour la restauration des maisons de centre-ville de 1970, éventuellement subdivisées de façon légitime sur leur propre site et la possibilité de redistribuer et de financer des bâtiments individuels[pas clair].

### Leno4Goldies Brae
Un autre lieu de valeur historique dans la ville de Wadestown (bien que maintenant strictement localisé juste dans les limites à l’intérieur de Thorndon est la maison du no 4 Goldies Brae construite en 1876 pour le Dr Alexander Johnston, un colon des origines et conçue par lui-même.
Elle est connue de façon populaire comme la Banana House (en) à cause de ses agencements en forme de croissants.
Elle est inhabituelle à cause de sa galerie continue de glaces (ou conservatoire) qui fournit un accès fermé à chacune de ses 10 chambres.
Cette galerie fournit aussi de la chaleur solaire pour tout le reste de la maison.
La maison est classée en Catégorie 1 sur la liste du NZ Historic Places Trust.
Silston Cory-Wright (en) vécut dans cette maison de 1928 jusqu’à sa mort en 1976.
L’établissement de Goldie's Brae avec ses cinq acres de terrains comprend la zone maintenant traversée par Grosvenor Terrace et une partie de Orchard Street, et tout ce qui est derrière Queen's Park à l’extrémité nord de Grant Road.
Ces terres au nord de la rue du même nom furent divisées à cette époque comme limitrophes avec Highland Park et ses subdivisions ont souffert au cours de la même décennie de l’obstruction du Onslow Borough Council.

### Borough d’Onslow
Jusqu’en avril 1907, Wadeston fut administrée (la partie la plus peuplée) comme un quartier de Onslow.
Les limites plaçaient Goldies Brae dans la ville d’Onslow, qui s’étendait à droite à travers les banlieues modernes de Ngaio et Khandallah.
Le Northland moderne était administré séparément.
Les difficultés de construction pour les premières maisons établies à Wadestown, avec en particulier la nécessité d’un drainage adéquat à l’intérieur des limites d’Onslow, la subdivision de l’établissement de Highland Park et l’appel pour les résidents des zones très raides pour rejoindre le système du tramway de Wellington conduisirent à l’amalgamation de la banlieue de Wadestown à la cité de Wellington en avril 1907[incompréhensible].

## Personnalités notables

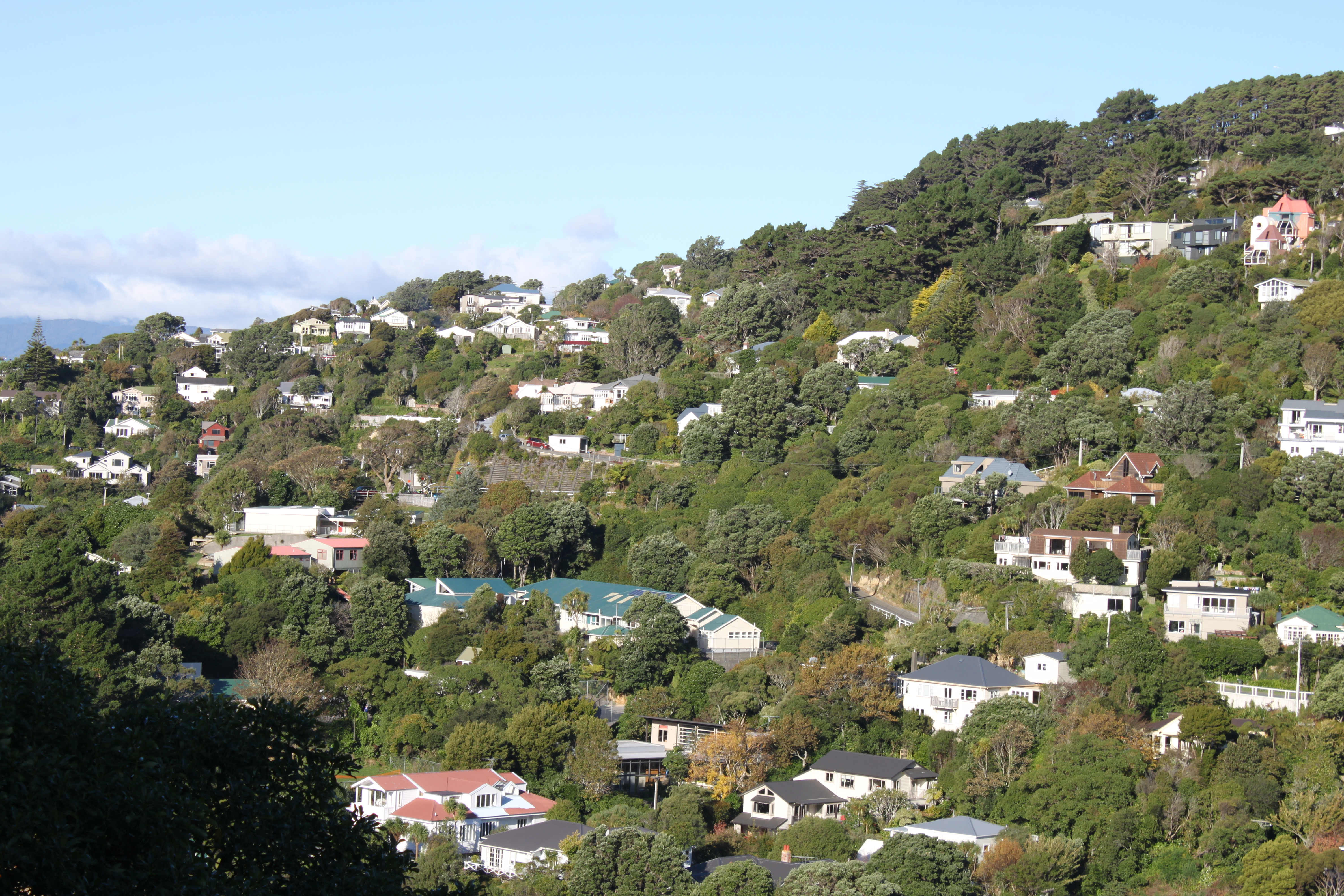
Wadestown : vue de Crofton Downs

Parmi les personnalités qui ont grandi, vécu et travaillé à Wadestown, citons :
- William Barnard Rhodes (en) (1807?–1878), homme d’affaires, éleveur et homme politique néo-zélandais ;
- James Hutton Mackenzie (en) (1849–1949), ministre presbytérien, modérateur de l’Assemblée presbytérienne en 1910, et clerc de l’Assemblée pendant 25 ans ;
- Elsdon Best (en) (1856–1931), ouvrier agricole dans une ferme, soldat, puis ouvrier dans une scierie, inspecteur de la santé mais aussi ethnographe et écrivain ;
- Joseph Firth (en) (1859–1931), directeur du collège de Wellington de 1892 à 1920 ;
- Heather Roy (en), femme politique ;
- Lily May Atkinson (1866–1921), militante pour la tempérance, suffragette et féministe ;
- Silston Cory-Wright (en) (1888-1976), ingénieur, lecteur- enseignant à l’université, soldat, directeur de compagnie ;
- Percy Roy Angus (en) (1893–1961), ingénieur des chemins de fer et ensuite administrateur ;
- Clarence Edward Beeby (1902–1998), psychologue de l’Éducation nationale, lecteur de l’université, pédagogue, tenant du service public, ambassadeur ;
- Sylvia Ashton-Warner (1908–1984), pédagogue, enseignante, écrivain ;
- Peter Campbell (1937-2011), critique d’art et ancien apprenti de Denis Glover[36] ;
- Elizabeth Knox (en) (1959–), écrivaine ;
- Ian Foster (en), directeur du Computation Institut du Argonne National Laboratory et de l’Université de Chicago, qui réside actuellement à Chicago[37] ;

- La résidence de l’Ambassadeur des Pays-Bas est aussi située à Wadestown, à l’opposé de la bibliothèque de la Branch Library.

## Autres lectures
- (en) Monigatti, Debbie, Windows over Wadestown, Wellington, Debbie Monigatti Communications, 2006 (ISBN 978-0-473-11677-4), p. 112 pages.
- (en) Ward, Ray, The History of Rose Street, Wadestown, Wellington, Ray Ward, 1997, p. 23.
- (en) Julie Bremner, Wellington’s Northern Suburbs 1840-1918, Wellington, Millwood Press, 1983 (ISBN 0-908582-59-5), p. 45-51
- (en) Julie Bremner, Wellington’s Northern Suburbs 1919-1945, Wellington, Millwood Press, 1987 (ISBN 0-908582-80-3).